# Tegenaria abchasica
Tegenaria abchasica är en spindelart som beskrevs av Dmitry Evstratievich Kharitonov 1941. Tegenaria abchasica ingår i släktet husspindlar, och familjen trattspindlar. Inga underarter finns listade i Catalogue of Life.